# Траунзе
Траунзе (на немски: Traunsee) е езеро в Залцкамергут, Австрия. Повърхността му е приблизително 24 km², а максималната дълбочина е 191 метра. Езерото е популярна туристическа дестинация. Сред забележителностите в околността е средновековният замък Орт (Schloss Ort).
В северния край на езерото е град Гмунден, в южния край е езерото Ебен (Ebensee). Траунзе е заобиколено от планини, включително Траунщайн, както и редица други градове и села обграждат езерото, включително Алтмюнстер (Altmünster) и Траункирхен (Traunkirchen).
Езерото и околностите са подходящи за дейности на открито като пешеходен туризъм, ветроходство, гмуркане, ски, плуване и сърф.
Според австрийския фолклор, Траунзе е дом на чудовище, известно като Лунги (Lungy). Легендите разказват за водно конче, яздено от русалка. Онлайн са публикувани снимки и видеоклипове, показващи голямо създание, плуващо в езерото. Първата снимка на Лунги е публикувано от английски турист през юли 2013 година.